# Ratpenat de l'oest d'Austràlia
El ratpenat de l'oest d'Austràlia (Pipistrellus westralis) es troba només a Austràlia.